# Jacob Ramsey
Jacob Matthew Ramsey (Birmingham, Inglaterra, 28 de mayo de 2001) es un futbolista inglés que juega como centrocampista y desde 2025 milita en el Newcastle United F. C. de la Premier League.

## Trayectoria

### Inicios
Jacob Ramsey es canterano del Aston Villa, llegó al club a los 6 años. el día 16 de febrero de 2019 realizó su debut profesional, jugaría contra West Bromwich por la EFL Championship, el encuentro acabaría en derrota 2-0.

### Doncaster Rovers
Ramsey sería cedido al Doncaster Rovers por 6 meses en enero de 2020. Realizaría su debut con el club el día 4 de febrero de 2020 en la victoria 3-0 contra Tranmere Rovers, en ese mismo partido realizaría su primer gol en el fútbol profesional. Sin embargo, Jacob Ramsey solo alcanzaría a jugar 7 partidos con el Doncaster Rovers debido a la pandemia del COVID-19, que provocaría que el fútbol se suspendiera en el Reino Unido.

### Aston Villa
Luego de su corta estadía en Doncaster Rovers, Jacob Ramsey volvería al equipo de casi toda su vida, el Aston Villa. El debut en su nueva estadía con los Villanos sería el día 28 de septiembre de 2020 contra el Fulham, ingresaría desde la banca y alcanzaría a jugar 13 minutos, el encuentro terminaría con victoria 3-0. Jacob jugaría su primer partido como titular con el Aston Villa el día 12 de diciembre de 2020 contra Wolverhampton Wanderers, Jacob jugaría todo el partido y el encuentro acabaría con victoria 1-0.

## Estadísticas

### Clubes
Actualizado al último partido disputado el 30 de noviembre de 2023.
| Club                              | Div.          | Temporada     | Liga  | Liga  | Copas nacionales | Copas nacionales | Copas internacionales | Copas internacionales | Total | Total |
| Club                              | Div.          | Temporada     | Part. | Goles | Part.            | Goles            | Part.                 | Goles                 | Part. | Goles |
| --------------------------------- | ------------- | ------------- | ----- | ----- | ---------------- | ---------------- | --------------------- | --------------------- | ----- | ----- |
| Aston Villa F. C. Inglaterra      | 2.ª           | 2018-19       | 1     | 0     | 0                | 0                | —                     | —                     | 1     | 0     |
| Aston Villa F. C. Inglaterra      | 1.ª           | 2019-20       | 0     | 0     | 2                | 0                | —                     | —                     | 2     | 0     |
| Doncaster Rovers F. C. Inglaterra | 3.ª           | 2019-20       | 7     | 3     | 0                | 0                | —                     | —                     | 7     | 3     |
| Doncaster Rovers F. C. Inglaterra | Total club    | Total club    | 7     | 3     | 0                | 0                | 0                     | 0                     | 7     | 3     |
| Aston Villa F. C. Inglaterra      | 1.ª           | 2020-21       | 22    | 0     | 3                | 0                | —                     | —                     | 25    | 0     |
| Aston Villa F. C. Inglaterra      | 1.ª           | 2021-22       | 34    | 6     | 1                | 0                | —                     | —                     | 35    | 6     |
| Aston Villa F. C. Inglaterra      | 1.ª           | 2022-23       | 35    | 6     | 3                | 0                | —                     | —                     | 38    | 6     |
| Aston Villa F. C. Inglaterra      | 1.ª           | 2023-24       | 3     | 1     | 0                | 0                | 2                     | 0                     | 5     | 1     |
| Aston Villa F. C. Inglaterra      | Total club    | Total club    | 95    | 13    | 9                | 0                | 2                     | 0                     | 106   | 13    |
| Total carrera                     | Total carrera | Total carrera | 102   | 16    | 9                | 0                | 2                     | 0                     | 113   | 16    |